# 道の駅とよはし
道の駅とよはし（みちのえき とよはし）は、愛知県豊橋市東七根町にある国道23号の道の駅である。

## 概要
国道23号・豊橋東バイパス七根インターそばに位置する。2019年（平成31年）4月19日に一部の施設が先行開業、2019年（令和元年）5月26日に開駅した。2021年（令和3年）の来場者数は221万人と全国の道の駅でも有数の規模で、隣接する静岡県浜松市からも来場している。
2021年（令和3年）には、防災と災害支援の活動拠点として愛知県内では唯一「防災道の駅」に選定されている。

## 施設
- 駐車場：258台[5]
  - 大型車：82台
  - 小型車：176台
- トイレ：55器

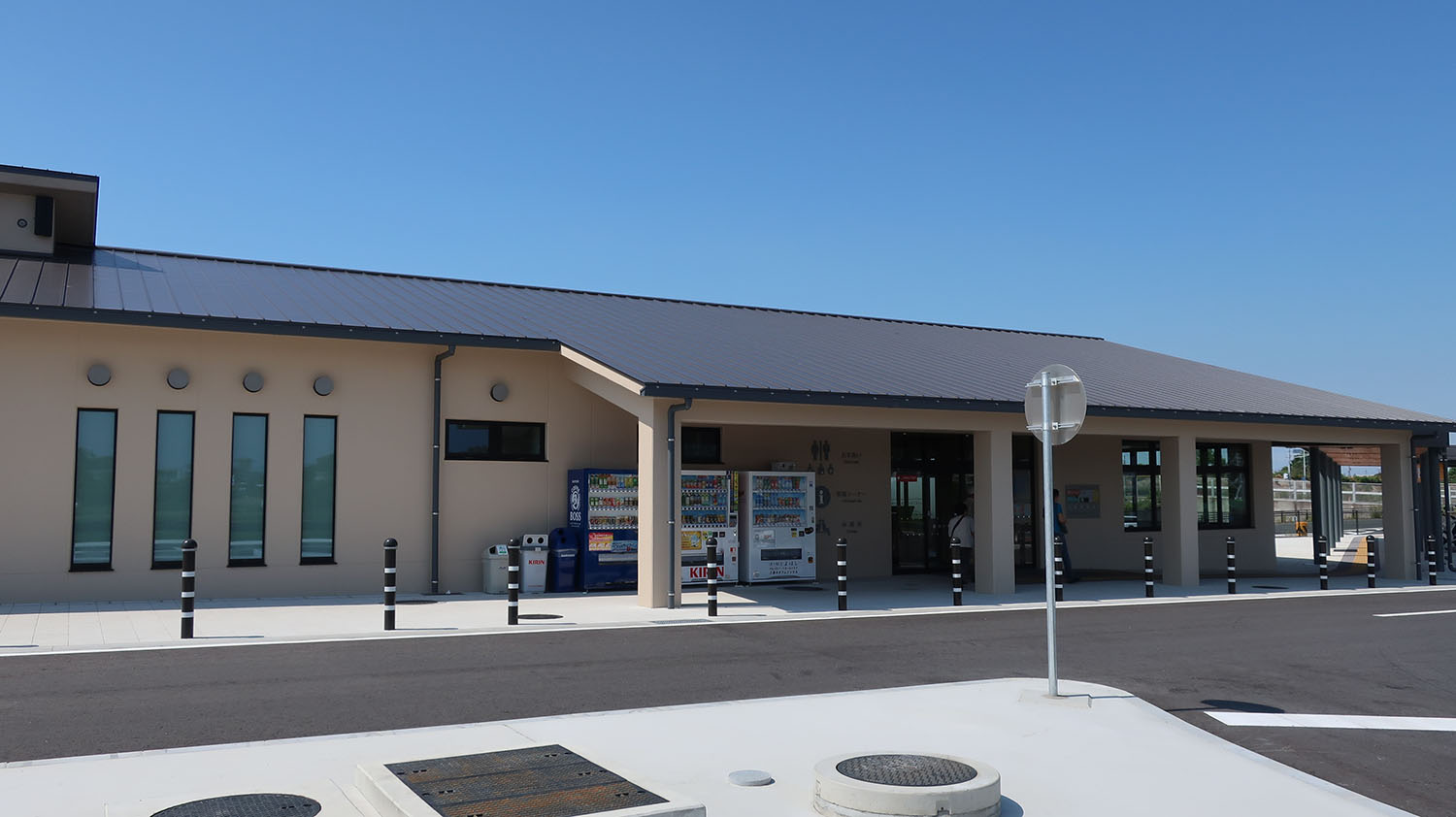
道路情報・観光情報提供コーナー
東側ゾーン　大型車駐車場

- Tomate（トマッテ、売店・レストラン）[3]
  - 食彩村 花マルシェ
  - Temiyo（テミョ、豊橋発のコンセプトショップ）
- あぐりパーク食彩村（農産物直売所）[5]
  - 既存の施設を道の駅開駅に合わせリニューアルした[3]。
- プロジェクト室
- 防災備蓄倉庫[4]
- EV充電器：2器
- サイクルラック

## 営業時間・休業日
営業時間
- Tomate：9:00 - 19:00
- あぐりパーク食彩村・花マルシェ：9:00 - 18:00
- インフォメーションコーナー：9:00 - 14:00

休業日
- Tomate：年中無休
- あぐりパーク食彩村：第1水曜日

## アクセス
- 国道23号 - 登録路線。
  - 豊橋東バイパスの愛知県道406号東七根藤並線に接続する七根IC出口付近。
- 豊橋駅より豊鉄バス豊橋技科大線で「技科大前」バス停下車、徒歩で約8分。

　　尚、２０２５年３月より、１日あたり６便が道の駅とよはしに乗り入れている。

## 周辺
- 豊橋技術科学大学
- 豊橋福祉村
- 豊橋市資源化センター
- りすぱ豊橋

## その他
- 負けヒロインが多すぎる! - 道の駅とよはしが聖地になっており、当施設で販売されているレモネード「大人の初恋レモン」がアニメに登場した[9]。